# Petit-Réderching
Petit-Réderching là một xã trong vùng Grand Est, thuộc tỉnh Moselle, quận Sarreguemines, tổng Rohrbach-lès-Bitche. Tọa độ địa lý của xã là 49° 03' vĩ độ bắc, 07° 18' kinh độ đông. Petit-Réderching nằm trên độ cao trung bình là 366 mét trên mực nước biển, có điểm thấp nhất là 258 mét và điểm cao nhất là 362 mét. Xã có diện tích 11,00 km², dân số vào thời điểm 1999 là 1562 người; mật độ dân số là 142 người/km².

## Thông tin nhân khẩu
| 1962  | 1968  | 1975  | 1982  | 1990  | 1999  |
| ----- | ----- | ----- | ----- | ----- | ----- |
| 1.174 | 1.258 | 1.291 | 1.447 | 1.525 | 1.562 |